# Comuna Berești-Tazlău, Bacău
Berești-Tazlău (în trecut, Berești) este o comună în județul Bacău, Moldova, România, formată din satele Berești-Tazlău (reședința), Boșoteni, Enăchești, Prisaca, Românești, Tescani și Turluianu.

## Așezare
Comuna se află în depresiunea Tazlău-Cașin, pe valea râului Tazlău, imediat în aval de formarea acestuia din confluența Tazlăului Mare cu Tazlăul Sărat lângă satul Tescani. Este traversată de șoseaua județeană DJ118, care o leagă spre nord de Scorțeni (unde se termină în DN2G) și spre sud de Sănduleni (unde se termină în DN11). În satul Enăchești, din acest drum se ramifică șoseaua județeană DJ118B, care duce spre nord-est la Strugari și Măgura.

## Demografie
Componența etnică a comunei Berești-Tazlău
     Români (94,64%)
     Alte etnii (0,06%)
     Necunoscută (5,3%)
Componența confesională a comunei Berești-Tazlău
     Ortodocși (87,58%)
     Romano-catolici (5,13%)
     Adventiști (1,46%)
     Alte religii (0,28%)
     Necunoscută (5,55%)
Conform recensământului efectuat în 2021, populația comunei Berești-Tazlău se ridică la 5.337 de locuitori, în scădere față de recensământul anterior din 2011, când fuseseră înregistrați 5.342 de locuitori. Majoritatea locuitorilor sunt români (94,64%), iar pentru 5,3% nu se cunoaște apartenența etnică. Din punct de vedere confesional, majoritatea locuitorilor sunt ortodocși (87,58%), cu minorități de romano-catolici (5,13%) și adventiști (1,46%), iar pentru 5,55% nu se cunoaște apartenența confesională.

## Politică și administrație
Comuna Berești-Tazlău este administrată de un primar și un consiliu local compus din 15 consilieri. Primarul, Dumitru Tulpan[*], de la Partidul Social Democrat, este în funcție din 2004. Începând cu alegerile locale din 2024, consiliul local are următoarea componență pe partide politice:
|  | Partid                          | Consilieri | Componența Consiliului | Componența Consiliului | Componența Consiliului | Componența Consiliului | Componența Consiliului | Componența Consiliului | Componența Consiliului | Componența Consiliului | Componența Consiliului |
|  | ------------------------------- | ---------- | ---------------------- | ---------------------- | ---------------------- | ---------------------- | ---------------------- | ---------------------- | ---------------------- | ---------------------- | ---------------------- |
|  | Partidul Social Democrat        | 9          |                        |                        |                        |                        |                        |                        |                        |                        |                        |
|  | Partidul Național Liberal       | 4          |                        |                        |                        |                        |                        |                        |                        |                        |                        |
|  | Alianța pentru Unirea Românilor | 2          |                        |                        |                        |                        |                        |                        |                        |                        |                        |

## Istorie
La sfârșitul secolului al XIX-lea, comuna făcea parte din plasa Tazlăul de Jos a județului Bacău și era formată din satele Berești, Stroești, Românești și Prisaca, având în total 1732 de locuitori. În comună funcționau trei biserici ortodoxe și o școală mixtă cu 32 de elevi (dintre care 6 fete) deschisă în 1881, iar principalul proprietar de pământ era Constantin Tisescu. La acea vreme, pe teritoriul actual al comunei mai funcționau și comunele Boșoteni (în aceeași plasă) și Tețcani (în plasa Tazlăul de Sus a aceluiași județ). Comuna Boșoteni era formată din satele Enăchești și Boșoteni și avea 864 de locuitori ce trăiau în 315 case; aici existau două biserici ortodoxe (una în fiecare sat), o biserica catolică la Enăchești și o școală la Enăchești, iar principalii proprietari erau T. Rafailă, I. Tăzlăoanul și G. Simionescu. Comuna Tețcani avea în compunere două sate — Tețcani și Sârbi — cu o populație de 919 locuitori, o școală mixtă înființată la Tețcani în 1865, o moară cu aburi, o fabrică de spirt, o biserică ortodoxă la Tețcani și una catolică la Sârbi.
Anuarul Socec din 1925 consemnează cele trei comune în plasa Tazlău. Comuna Berești-Tazlău avea în compunere satele Berești, Turluianu și Verseștii de Jos, având în total 2221 de locuitori. Fosta comună Boșoteni avea acum numele de Enăchești, după satul de reședință, și era formată din satele Boșoteni, Enăchești, Prisaca și Prisaca-Vidrașcu, cu o populație totală de 1146 de locuitori. Comuna Tețcani, denumită acum Tescani avea 2710 locuitori și era formată din satele Gura Cernului, Sârbi, Stroești-Românești și Tescani.
În 1931, comuna Berești-Tazlău a fost desființată, satul ei de reședință trecând la comuna Enăchești; ulterior, această comună și-a mutat reședinta la Berești-Tazlău și a luat numele acestui sat, completând astfel unirea celor două comune. În 1950, comunele Tescani și Berești-Tazlău au fost transferate raionului Moinești din regiunea Bacău. În 1968, ele au revenit la județul Bacău, reînființat, iar comuna Tescani a fost desființată, satul ei de reședință, împreună cu satul Românești, trecând la comuna Berești-Tazlău; tot atunci, satul Gura Cernului a fost desființat și inclus în satul Românești.

## Monumente istorice

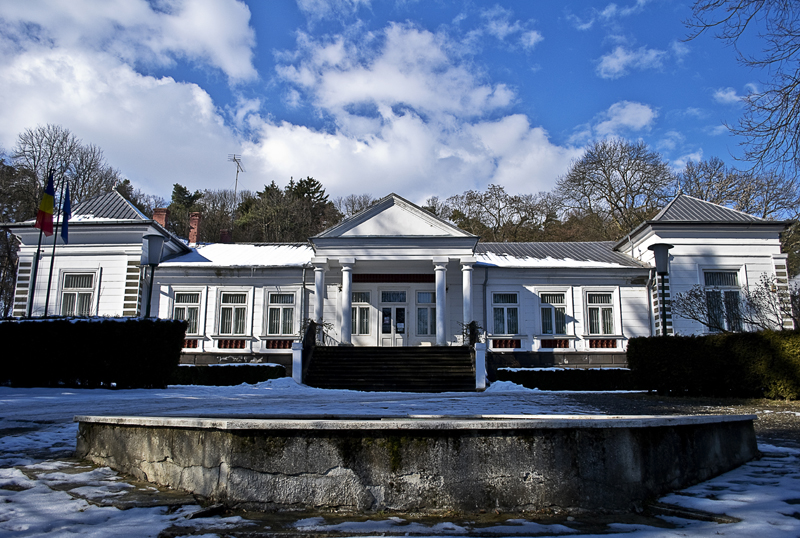
Conacul Rosetti-Tescanu din Tescani, monument de arhitectură de interes național din comuna Berești-Tazlău

În comuna Berești-Tazlău se află ansamblul conacului Rosetti-Tescanu, astăzi secția „Dumitru și Alice Rosetti-Tescanu” a Muzeului Național „George Enescu” din București, monument istoric de arhitectură de interes național. Ansamblul cuprinde casa Rosetti-Tescanu (1894), biserica „Sfântul Gheorghe” (1769) și fabrica de spirt Rosetti (1840). Tot în parcul conacului Rosetti-Tescanu se află și statuia lui George Enescu sculptată în 1957 și clasificată și ea ca monument de for public de interes național.
În rest, în comuna Berești-Tazlău mai există alte trei obiective incluse în lista monumentelor istorice din județul Bacău ca monumente de interes local, toate fiind clasificate ca monumente de arhitectură: biserica de lemn „Sfântul Nicolae” (1819) aflată la intrarea în satul Berești-Tazlău; biserica de lemn „Sfântul Ilie” (1883) din satul Prisaca; și școala din Tescani (1902).